# Jan Wijk
Jan Wijk, född 25 september 1938, död december 2013, var en svensk maskiningenjör och författare.
Jan Wijk publicerade två kriminalromaner: Backgammon: Ett spel efter mina regler och Bakom girighetens mask.
Han började sin ingenjörsyrkesbana som konstruktör på AB Bahco Fläktverkstäderna i Enköping. Wijk arbetade framför allt med att bygga anläggningar för stoftavskiljning för stål- och metallverk och bidrog bland annat till att SSAB i Oxelösund fick utmärkelsen Europas renaste stålverk[när?]. Vid Vargön Alloys smältverk byggde Wijk också upp reningssystem.[källa behövs]